# 쉐일라 비슬리
셰일라 비즐리(Shayla Beesley, 1988년 3월 30일 ~ )는 미국의 배우이다.
컬버시티에서 태어났다.

## 영화
- 에벌라스팅 (2016년)
- 리퍼 (2014년)
- 인어프로프리어트 코미디 (2013년) - 걸프렌드 역
- 고스트 킬러: 모니카 (2012, MoniKa) - 리앤 역
- 바디 오브 워크 (2009년)
- 퍼킨스 14 (2009년) - 데이시 호퍼 역